# National Emergency Management Agency (Bahamas)
Die National Emergency Management Agency (NEMA) ist die Katastrophenschutzbehörde der Bahamas.

## Geschichte
Die Regierung der Bahamas hatte seit der Unabhängigkeit des Inselstaats ein Konto (National  Emergency Relief Account) bei der Royal Bank of Canada für Nothilfemaßnahmen. Nachdem im August 1992 Hurrikan Andrew über die Bahamas gezogen war, richtete die Regierung eine permanentes Gremium für Tropenstürme ein. Nach Hurrikan Floyd 1999 wurde zusätzlich ein Unterausschuss für den Wiederaufbau gegründet, der bis zum Sommer 2002 half, die durch Andrew verursachten Schäden zu beseitigen.
Der Aufgabenbereich des Gremiums wurde nun auf alle möglichen Arten von Katastrophen ausgedehnt. Entsprechend wurde es in Disaster Management Committee (DMC) umbenannt, der Unterausschuss für Wiederaufbau in Disaster Management Unit (DMU). Das DMC setzt sich aus Regierungsmitgliedern und Behördenmitarbeitern zusammen. Es tagt jeden letzten Freitag im Monat, falls notwendig auch häufiger.
Später wurde der Unterausschuss DMU zu einer umfassenden Katastrophenschutzbehörde ausgebaut und erhielt den Namen National Emergency Management Agency (NEMA).
NEMA veranstaltet Trainingsprogramme für Teilnehmer aus allen Gebieten der Inselgruppe. In mehreren Gemeinden wurden Personen für den Katastrophenschutz ausgebildet und Vertreter der einzelnen Inseln wurden gebeten, Katastrophenschutzpläne zu erstellen. Im Katastrophenfall aktiviert NEMA die Emergency Operations Centre genannte Einsatzzentrale, von wo aus sie den Katastrophenschutz koordiniert.
NEMA ist Mitglied des zwischenstaatlichen Netzwerks für Katastrophenmanagement CDEMA der Karibischen Gemeinschaft.

## Belege
1. ↑  The Bahamas Philatelic Bureau: Bahamas Hurricane Awareness. Nassau 2010, online auf bahamas.gov.bs (PDF; 1,44 MB; englisch).
2. ↑  Participating States . In: cdema.org. Abgerufen am 2. September 2019 (englisch).